# Манасикара
Манасикара (санскрит и пали manasikāra) — буддийский термин, который переводится как «внимание» (буквально, «действие в уме, умственное действие»). Это процесс фиксации ума на объекте. В буддийских Абхидхармах манасикара определена как:
- один из пяти факторов психической деятельности, наряду с ощущением, познанием, намерением  и контактом (Абхидхарма махаяны);

- один из семи универсальных умственных факторов (Абхидхарма тхеравады);
- чайтта-дхарма, сопровождающая сознание (читта)[3].

## Определения

### Тхеравада
Бхиккху Бодхи утверждает:
На пали слово буквально означает «создание в уме». Внимание — это умственный фактор, ответственный за внимание ума к объекту, благодаря которому объект начинает присутствовать в сознании. Его характерной чертой является проведение (сарана) связанных состояний ума по отношению к объекту. Его функция — привязать ассоциированные состояния к объекту. Он проявляется как столкновение с объектом, и его непосредственной причиной является объект. Внимание похоже на руль корабля, который ведёт его к месту назначения, или на возничего, который направляет обученных лошадей (то есть ассоциированные состояния) к месту назначения (объекту). Манасикару следует отличать от витакки: в то время как первая обращает сопутствующие факторы к объекту, вторая применяет их к объекту. Манасикара — незаменимый когнитивный фактор, присутствующий во всех состояниях сознания; витакка — это особый фактор, который не является обязательным для познания.
В «Аттхасалини» (I, часть IV, глава 1, 133) и «Висуддхимагге» (XIV, 152) манасикара определена следующим образом:
Она имеет характеристику направления движения ассоциированных состояний к объекту, функцию присоединения (привязки) ассоциированных состояний к объекту, проявление объекта. Она включен в санкхаракхандху и должна рассматриваться как колесничий ассоциированных состояний, потому что управляет объектом.Лама Анагарика Говинда, сравнивая манасикару и экаггату, отмечал, что среди первичных факторов первое можно считать направляющим принципом, а второе — ограничивающим, тогда как четана является движущей, мотивирующей и руководящей силой, стоящей за их проявлением. Он называл манасикару «спонтанным вниманием», поскольку оно не навязано волей, а возникает благодаря внутренним качествам, присущим самому объекту, привлекающими внимание. Кроме того, экаггату и манасикару можно представить в виде положительной и отрицательной стороны одной и той же функции: первое исключает всё не относящееся к объекту; второе самонаправляется к предварительно изолированному объекту. В списке постоянно нейтральных факторов сознания (четасик) манасикара стоит на последнем месте, после дживитиндрийя. Это может быть связано с тем, что манасикара представляет собой связующее звеном между первичными и вторичными нейтральными факторами. Также очевидна связь между манасикара и вторичными факторами дискурсивного мышления — витакка-вичара.

### Махаяна
Абхидхарма-самуччая утверждает: 
Что такое манасикара? Это непрерывность, имеющая функцию удержания ума на том, что стало его опорной точкой.
Это познание, которое удерживает комплекс ума в его конкретной предметной привязке. Разница между четаной и манасикарой заключается в том, что четана приводит ум к объекту в рамках общего движения, в то время как манасикара заставляет ум фиксироваться на этой конкретной предметной привязке.

## Виды и функции
В процессе восприятия манасикара выбирает объект для дальнейшей обработки читтами (или виджнянами).
Манасикара бывает двух видов: 
- панча-двара-ваджджана-читта, «внимательность по отношению к пяти дверям». Этот вид определяет чувственный орган (индрия) для восприятия данного объекта (глаз, ухо, язык, нос или кожа);
- мано-двара-ваджджана-читта, «внимательность по отношению к двери ума».

Познавательный процесс индивида определяют эти две читты. Согласно АН 4.158, «при наличии неповреждённого глаза и внешней формы, вошедшей в поле зрения, а также акта внимания имеется возникновение соответствующей доли распознавания (виджняна-бхага)», т. е. зрительной виджняны.
Выбор объекта внимания определяется кармой индивида. Например, в одном и том же месте внимание людей привлекают разные объекты. Подобная избирательность внимания объясняется в буддийской литературе возникшими в прошлом личностными установками. Обычно внимание обусловлено привязанностями и антипатиями, которые тормозят духовное развитие. Согласно Ангуттара-никае (5.113-114), «необработанное» внимание становится триггером серии неблаготворных состояний: отсутствия осознанности и ясного понимания, отсутствия контроля чувственных способностей (индрий), неблаготворных действий тела, речи и ума, появлению пяти препятствий (аварана) и невежества (авидья). Средством исправить положение является культивация систематического внимания (йонисо-манасикара), которая заключается в практике сати и дхьян.